# Deutsche Schlager-Festspiele 1994
Die Deutschen Schlager-Festspiele 1994 fanden am 25. Juni im Kurhaus in Baden-Baden statt. Die Arbeitsgemeinschaft deutscher Musikwettbewerbe hatte zuvor Texter und Komponisten aufgerufen, Songs für diese Veranstaltung einzureichen. Damit sollte die Tradition der Deutschen Schlager-Festspiele der 1960er Jahre neu belebt werden. Bereits 1991 und 1992 gab es mit Schlager ’91 und Schlager ’92 ähnliche Veranstaltungen unter der Bezeichnung Deutsches Song-Festival.
Aus zahlreichen Einsendungen wählte eine Jury zehn Titel für die Schlager-Festspiele 1994 aus, die sich am 25. Juni anlässlich einer Live-Sendung des Südwestfunks innerhalb der ARD aus Baden-Baden dem Publikum und den Juroren stellten. Durch die Sendung führte Dieter Thomas Heck. Die Interpreten wurden vom Orchester Dieter Reith begleitet.
Nach Vorstellung der Titel konnten die Zuschauer sowie Jurys aus den zwölf ARD-Rundfunkanstalten ihre Wertungen abgeben. Sieger wurde Wolfgang Petry mit dem Titel Denn eines Tags vielleicht, den er selbst komponiert hatte. Den Text hatte Bernd Meinunger geschrieben. Damit erhielten beide die „Goldene Muse“. Die „Silberne Muse“ gewannen die Autoren des Titels Silbermond und Sternenfeuer. Die „Bronzene Muse“ gewann der Titel So lieb ich Dich.
Die Sendung rief ein geteiltes Echo hervor. Trotzdem sollte es bereits am 18. März 1995 mit neuen Schlager-Festspielen weitergehen. Diese konnten in dieser Form jedoch nicht realisiert werden, so dass es zunächst keine Fortsetzung gab. Erst 1997 wurden wieder Deutsche Schlager-Festspiele veranstaltet. Einige Titel der Schlager-Festspiele 1994 werden hin und wieder im Rundfunk gespielt. Alle Titel erschienen auch auf einer CD.

## Die Platzierung der Schlager-Festspiele 1994
| Startnr. | Interpret        | Titel                       | Platz | Punkte | Musik                                 | Text                                |
| -------- | ---------------- | --------------------------- | ----- | ------ | ------------------------------------- | ----------------------------------- |
| 08       | Wolfgang Petry   | Denn eines Tags vielleicht  | 01.   | 231    | Wolfgang Petry                        | Bernd Meinunger                     |
| 09       | Michelle         | Silbermond und Sternenfeuer | 02.   | 199    | Jean Frankfurter                      | Kristina Bach                       |
| 03       | Andreas Martin   | So lieb ich Dich            | 03.   | 156    | Andreas Martin-Krause                 | Bernd Meinunger                     |
| 01       | G. G. Anderson   | 365-mal im Jahr             | 04.   | 154    | Reiner Baumann / Wolfgang Pentinghaus | Claudia Schorlemmer / Jutta Gröters |
| 04       | Kristina Bach    | Matador                     | 05.   | 143    | Jean Frankfurter                      | Irma Holder                         |
| 10       | Bernd Clüver     | Hätt ich die Wahl           | 06.   | 124    | Stephan Slowik                        | Stephan Slowik                      |
| 07       | Gaby Baginsky    | Verzeih mein Freund         | 07.   | 116    | Silvia Gehrke                         | Norman Ascot                        |
| 02       | Elke Martens     | Sieben Tage Sehnsucht       | 08.   | 072    | Rolf-Michael Schickle                 | Klaus Peter Schweizer               |
| 05       | Fernando Express | Copacabana                  | 09.   | 071    | Peter Schnell                         | Viktor Seroneit                     |
| 06       | Markus Rüger     | Für immer wir zwei          | 10.   | 054    | Stephan Slowik                        | Stephan Slowik                      |

## Endergebnisübersicht nach Jury- und Ted-Wertung Deutsche Schlager Festspiele 1994
| Titel                       | BR | DLF Köln | HR | MDR | NDR | ORB | Radio Bremen | SR | SDR | SFB | SWF | WDR | TED | Platz | Punkte |
| --------------------------- | -- | -------- | -- | --- | --- | --- | ------------ | -- | --- | --- | --- | --- | --- | ----- | ------ |
| Denn eines Tags vielleicht  | 10 | 10       | 8  | 10  | 10  | 10  | 4            | 10 | 10  | 10  | 10  | 9   | 120 | 01.   | 231    |
| Silbermond und Sternenfeuer | 9  | 7        | 6  | 9   | 8   | 9   | 2            | 9  | 9   | 6   | 7   | 10  | 108 | 02.   | 199    |
| So lieb ich Dich            | 8  | 9        | 5  | 8   | 6   | 8   | 3            | 4  | 8   | 9   | 8   | 8   | 72  | 03.   | 156    |
| 365-mal im Jahr             | 6  | 4        | 4  | 5   | 5   | 4   | 8            | 1  | 2   | 5   | 9   | 5   | 96  | 04.   | 154    |
| Matador                     | 7  | 5        | 3  | 6   | 4   | 2   | 9            | 7  | 7   | 3   | 2   | 4   | 84  | 05.   | 143    |
| Hätt ich die Wahl           | 5  | 6        | 2  | 3   | 9   | 7   | 5            | 8  | 5   | 4   | 3   | 7   | 60  | 06.   | 124    |
| Verzeih mein Freund         | 1  | 8        | 9  | 4   | 7   | 6   | 10           | 5  | 4   | 8   | 4   | 2   | 48  | 07.   | 116    |
| Sieben Tage Sehnsucht       | 4  | 3        | 10 | 7   | 2   | 3   | 6            | 3  | 3   | 7   | 6   | 6   | 12  | 08.   | 072    |
| Copacabana                  | 3  | 2        | 7  | 2   | 3   | 1   | 7            | 6  | 6   | 2   | 5   | 3   | 24  | 09.   | 071    |
| Für immer wir zwei          | 2  | 1        | 1  | 1   | 1   | 5   | 1            | 2  | 1   | 1   | 1   | 1   | 36  | 10.   | 054    |